# دفنة مازريونية زائفة
دفنة مازريونية زائفة (الاسم العلمي:Daphne pseudomezereum) هي نوع من النباتات تتبع جنس الدفنة من الفصيلة المثنانية.